# Sălceni (okręg Tulcza)
Sălceni – wieś w Rumunii, w okręgu Tulcza, w gminie Ceatalchioi. W 2011 roku liczyła 70 mieszkańców.